# Corte suprema del popolo della Repubblica Popolare Cinese

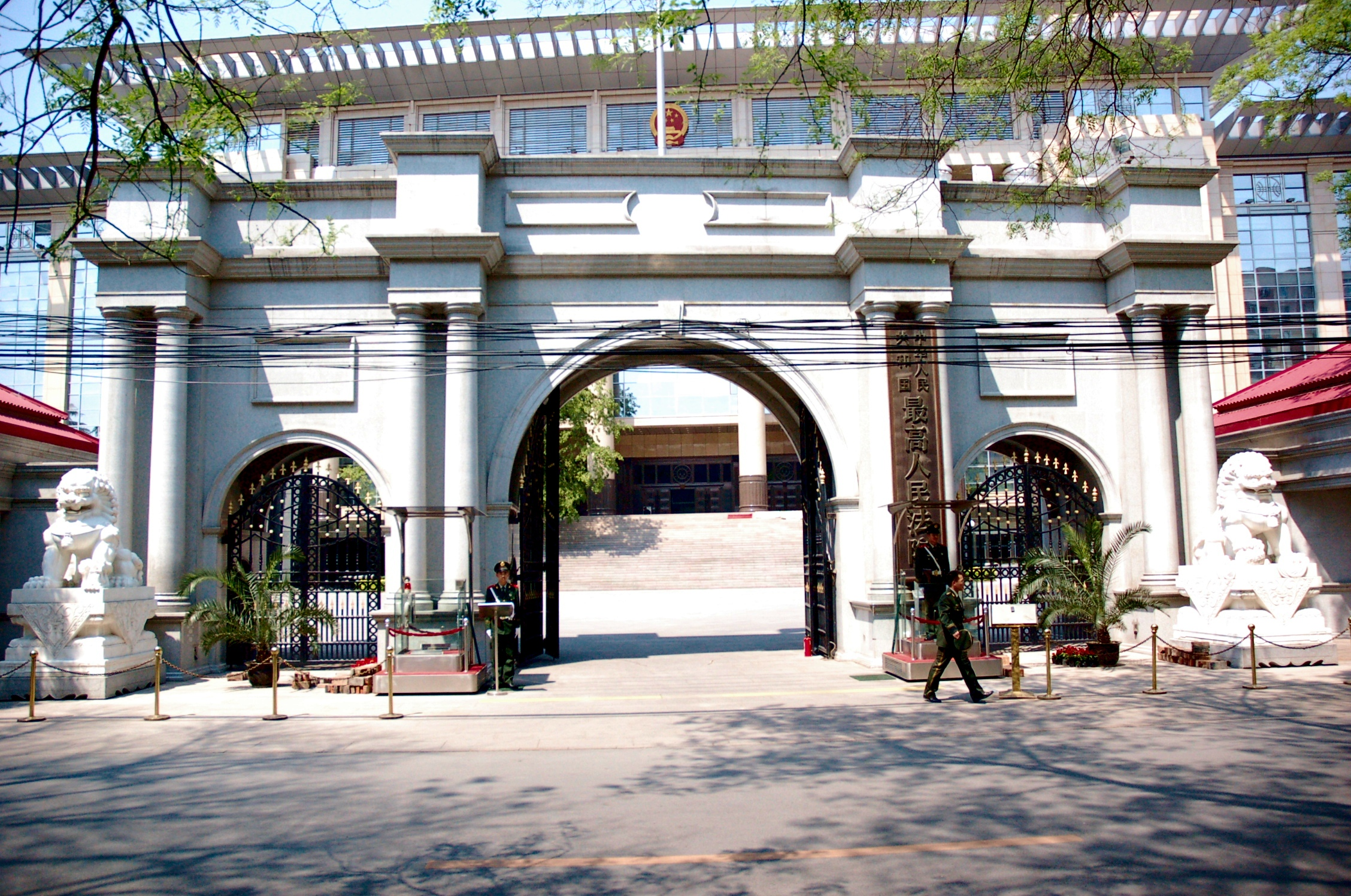
Ingresso principale della Corte suprema del popolo

La Corte suprema del popolo (最高人民法院S, Zuìgāo Rénmín FǎyuànP) è il massimo tribunale continentale della Repubblica Popolare Cinese.
 Hong Kong e Macao sono regioni amministrative speciali e come tali hanno propri sistemi giudiziari separati, basati sulle tradizionali common law britanniche e rispettive leggi civili tradizionali portoghesi e sono al di fuori della giurisdizione della Corte suprema del popolo.
La Corte include oltre 340 giudici che si incontrano in piccoli tribunali per decidere i rispettivi casi.

## Pena di morte
Nel 2005, la Corte suprema popolare annunciò il suo intento di "assumere nuovamente l'autorità per l'approvazione della pena di morte" a seguito di preoccupazioni per la "qualità delle sentenze" e, il 31 ottobre 2006, il Assemblea nazionale del popolo cambiò ufficialmente la Legge organica sulle corti popolari, prescrivendo che tutte le sentenze di condanna a morte dovessero essere approvate dalla Corte suprema del popolo.
In seguito, si è riportato che, dal nuovo processo di revisione, la Corte abbia rigettato il 15% delle sentenze di condanna a morte decise da corti di grado inferiore.

## Organizzazione
Corti della Corte suprema popolare:
- criminale
- civile
- economica
- procedimenti amministrativi
- altre corti attivate in funzione di esigenze specifiche

Ci sono anche altre corti nazionali che sono collegate alla Corte suprema popolare:
- Corte militare
- Corte marittima
- Corte per il trasporto ferroviario
- Corte per le foreste

Dipartimenti all'interno della Corte suprema popolare:
- ufficio delle ricerche
- ufficio degli affari generali
- dipartimento del personale
- dipartimento degli affari giudiziari
- dipartimento degli affari amministrativi
- ufficio degli affari interni
- ufficio degli affari esteri
- dipartimento dell'istruzione

## Presidenti e vicepresidenti della Corte
1. 1949 - 1954
  - presidente: Shen Junru
2. 1954 - 1959: I Assemblea nazionale del popolo
  - presidente: Dong Biwu
  - vicepresidenti: Gao Kelin, Ma Xiwu, Zhang Zhirang
3. 1959 -1965: II Assemblea nazionale del popolo
  - presidente: Xie Juezai
  - vicepresidenti: Wu Defeng, Wang Weigang, Zhang Zhirang
4. 1965 - 1975: III Assemblea nazionale del popolo
  - presidente: Yang Xiufeng
  - vicepresidenti:  Tan Guansan, Wang Weigang, Zeng Hanzhou, He Lanjie, Xing Yimin, Wang Demao, Zhang Zhirang
5. 1975 - 1978: IV Assemblea nazionale del popolo
  - presidente: Jiang Hua
  - vicepresidenti: Wang Weigang, Zeng Hanzhou, He Lanjie, Zheng Shaowen
6. 1978 - 1983: V Assemblea nazionale del popolo
  - presidente: Jiang Hua
  - vicepresidenti: Zeng Hanzhou, He Lanjie, Zheng Shaowen, Song Guang, Wang Huaian, Wang Zhanping
7. 1983 - 1988: VI Assemblea nazionale del popolo
  - presidente: Zheng Tianxiang
  - vicepresidenti: Ren Jianxin, Song Guang, Wang Huaian, Wang Zhanping, Lin Huai, Zhu Mingshan, Ma Yuan
8. 1988 - 1993: VII Assemblea nazionale del popolo
  - presidente: Ren Jianxin
  - vicepresidenti: Hua Liankui, Lin Huai, Zhu Mingshan, Ma Yuan, Duan Muzheng
9. 1993 - 1998: VIII Assemblea nazionale del popolo
  - presidente: Ren Jianxin
  - vicepresidenti: Zhu Mingshan, Xie Anshan, Gao Changli, Tang Dehua, Liu Jiachen, Luo Haocai, Li Guoguang, Lin Huai, Hua Liankui, Duan Muzheng, Wang Jingrong, Ma Yuan
10. 1998 - 2003: IX Assemblea nazionale del popolo
  - presidente: Xiao Yang
  - vicepresidenti:  Zhu Mingshan, Li Guoguang, Jiang Xingchang, Shen Deyong, Wan Exiang, Cao Jianming, Zhang Jun, Huang Songyou, Jiang Bixin
11. 2003 - 2007: X Assemblea nazionale del popolo
  - presidente: Xiao Yang
  - vicepresidenti: Cao Jianming, Jiang Xingchang, Shen Deyong, Wan Exiang, Huang Songyou, Su Zelin, Xi Xiaoming, Zhang Jun, Xiong Xuanguo
12. 2008 - in carica: XI Assemblea nazionale del popolo
  - presidente: Wang Shengjun
  - vicepresidenti: